# Spettroscopia infrarossa

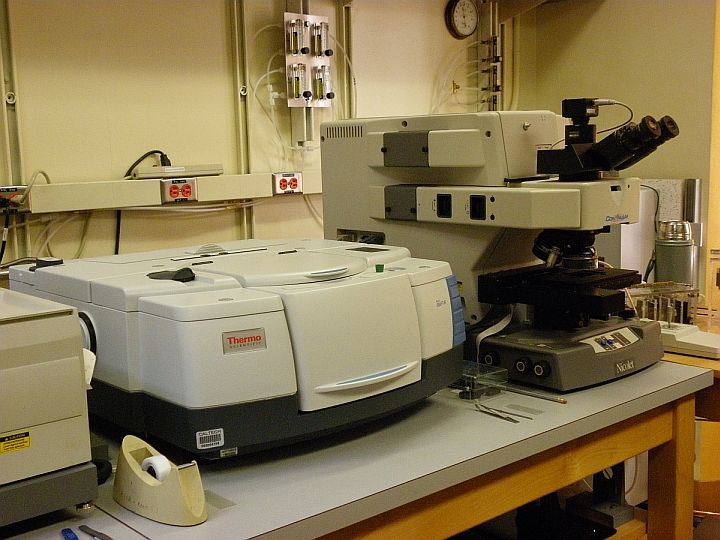
Spettrometro FT-IR da laboratorio, affiancato a un microscopio Raman a telecamera digitale

La spettroscopia infrarossa o spettroscopia IR è una tecnica spettroscopica di assorbimento normalmente utilizzata nel campo della chimica analitica e della caratterizzazione dei materiali, oltre che in chimica fisica per lo studio dei legami chimici.
Quando un fotone infrarosso viene assorbito da una molecola, questa passa dal suo stato vibrazionale fondamentale ad uno stato vibrazionale eccitato. In un tipico spettro infrarosso in ascissa troviamo una scala di frequenze espresse in numero d'onda, ovvero quantità di onde per centimetro, e in ordinata la percentuale di trasmittanza. Se un materiale è trasparente alla radiazione infrarossa il suo spettro si presenterà come una linea parallela all'asse delle ascisse. Se un materiale non è completamente trasparente si verificheranno degli assorbimenti e quindi delle transizioni tra livelli energetici vibrazionali. In questo secondo caso lo spettro registrato sarà caratterizzato da una serie di picchi di altezza variabile per ciascuna transizione.

## Teoria
Il modello teorico considera una semplice molecola formata da due atomi diversi comportarsi come un oscillatore armonico per il quale è applicabile la legge di Hooke (nella realtà è presente una certa anarmonicità che rende conto della dissociazione del legame chimico). Applicando l'equazione di Schrödinger a un tale sistema si ottiene
{\displaystyle -{\frac {\hbar ^{2}}{2\mu }}{\frac {d^{2}\Psi }{dx^{2}}}+{\frac {1}{2}}kx^{2}\Psi =E\Psi }
dove {\displaystyle \mu } è la massa ridotta e {\displaystyle k} la costante di forza del legame.
La risoluzione di tale equazione fornisce i livelli energetici vibrazionali permessi, che possiedono energia
{\displaystyle E_{v}=\left(v+{\frac {1}{2}}\right)\hbar \omega }
dove {\displaystyle v} è il numero quantico vibrazionale e {\displaystyle \omega } la frequenza vibrazionale data dalla relazione {\displaystyle \omega =\left({\frac {k}{\mu }}\right)^{1/2}.}
Introducendo il termine vibrazionale {\displaystyle G(v)} è possibile esprimere le energie in funzione del numero d'onda:
{\displaystyle G(v)=\left(v+{\frac {1}{2}}\right){\tilde {\nu }}}
il numero d'onda vibrazionale si ricava applicando l'equazione
{\displaystyle {\tilde {\nu }}={\frac {1}{2\pi c}}\left({\frac {k}{\mu }}\right)^{1/2}.}
Da quanto detto è banalmente verificabile che tanto maggiore è la forza del legame tanto maggiore sarà la frequenza di vibrazione per un dato livello vibrazionale, mentre più pesanti saranno gli atomi minore sarà la frequenza vibrazionale. Di conseguenza è sperimentalmente verificabile un effetto isotopico sullo spettro.
La condizione necessaria affinché una radiazione infrarossa possa originare una transizione vibrazionale consiste nel verificarsi di un cambiamento del dipolo elettrico molecolare a seguito del cambiamento di posizione degli atomi. Quindi le molecole omoatomiche (come N2 o O2) non sono attive all'infrarosso, mentre molecole apolari quali CO2 possono entrare in risonanza con la radiazione solamente grazie alle vibrazioni asimmetriche che producono un dipolo istantaneo. La regola di selezione stabilisce che affinché si abbia assorbimento o emissione debba verificarsi una transizione tale che {\displaystyle \Delta v=\pm 1.} Nella realtà è anche possibile osservare le cosiddette bande di overtone (armoniche superiori) in apparente violazione di quest'ultima regola di selezione; queste particolari bande sono dovute alla anarmonicità del legame chimico.
Nel caso di molecole allo stato gassoso, in cui c'è libera rotazione, il tipico spettro IR ingloba anche i contributi delle transizioni rotazionali e diviene uno spettro vibro-rotazionale più complesso ma anche più ricco di informazioni. È possibile distinguere, in base alla variazione del numero quantico J dovuta alla transizione, rami spettrali P (ΔJ=-1), Q (in molecole in cui e permessa la transizione con ΔJ=0) e R (ΔJ=+1).

### Vibrazioni molecolari
Considerando una molecola lineare formata da N atomi, in base all'orientamento lungo i tre assi cartesiani (x, y, z) sono possibili 3N-5 diversi modi vibrazionali; per una molecola non lineare tali modi sono 3N-6. Questo perché abbiamo 3N gradi di libertà meno 3 di traslazione e 3 di rotazione (quindi 3N-6) per le molecole non lineari e 3 di traslazione e 2 di rotazione (quindi 3N-5) per le molecole lineari.
Le vibrazioni possono essere di due tipi: stiramento del legame chimico (stretching) e deformazione dell'angolo di legame (bending). Lo stiramento consiste in una variazione periodica della distanza interatomica e può essere simmetrico se i due atomi si avvicinano o allontanano contemporaneamente (indicato con νs) o asimmetrico nel caso contrario (indicato con νa). La deformazione può pure essere simmetrica o asimmetrica e può avvenire lungo il piano su cui giace l'angolo di legame o fuori da tale piano. La deformazione simmetrica nel piano è detta scissoring (apertura e chiusura di una forbice, indicata con δ), mentre quella asimmetrica è chiamata rocking (oscillazione, indicata con ρ); la deformazione asimmetrica fuori dal piano è detta twisting (torsione, indicata con τ) mentre quella simmetrica fuori dal piano è chiamata wagging (agitamento, indicata con la lettera w).
Nel caso i livelli energetici di due o più modi vibrazionali abbiano frequenze simili si può verificare il fenomeno della risonanza di Fermi che comporta un mutamento dei livelli stessi e della loro intensità, analogamente al fenomeno dei battimenti in musica.
| Stretching simmetrico | Stretching asimmetrico | Scissoring | Rocking | Wagging | Twisting |
| --------------------- | ---------------------- | ---------- | ------- | ------- | -------- |
|                       |                        |            |         |         |          |

## Strumentazione
Schematicamente un classico spettrofotometro IR è essenzialmente costituito da una sorgente il cui fascio di luce viene convogliato verso il campione e il riferimento, quest'ultimo costituito solitamente dal liquido in cui tale campione è disciolto. Segue il monocromatore la cui funzione è quella di selezionare una specifica lunghezza d'onda e un chopper (sistema ottico a forma di semidisco che negli strumenti a doppio raggio è posto anche dopo la sorgente per sdoppiare il raggio di luce) che indirizza alternativamente al rivelatore la radiazione proveniente rispettivamente dal campione e dal riferimento. Il rivelatore è il componente finale che genera un segnale in funzione della concentrazione di analita presente.
Le sorgenti IR comunemente utilizzate sono del tipo a incandescenza e sono rappresentate dai filamenti di Nernst costituiti da ossidi sinterizzati, le globar formate da bacchette di carburo di silicio e che richiedono un raffreddamento esterno, mentre negli strumenti a minor costo vengono utilizzate anche comuni resistenze al nichel-cromo. Alcuni strumenti sono dotati anche di una sorgente a laser.
I campioni solidi per essere analizzati necessitano di essere sottoposti a uno dei seguenti trattamenti:
- ridotti in strati sottili di pellicola;
- portati in fine sospensione macinando in apposito mortaio con nujol;
- macinati finemente con KCl o KBr in modo da ottenere poi, grazie a una apposita pastigliatrice, un dischetto omogeneo.

I liquidi vengono iniettati direttamente in una apposita cella a parallelepipedo formata da materiali trasparenti alla radiazione infrarossa (es. cloruro di sodio), così come i gas sono direttamente campionati in apposite celle cilindriche con finestre trasparenti all'IR.
I rivelatori sono costituiti da dispositivi in grado di convertire il contenuto termico della radiazione infrarossa in segnale elettrico. A questo scopo comunemente diffusi sono le termocoppie e i termistori: le termocoppie generano una differenza di potenziale a seguito della differenza di temperatura che si stabilisce tra due giunti sensibili, mentre i termistori sono dei componenti resistivi che costituiscono uno dei quattro rami di un ponte di Wheatstone che viene sbilanciato al variare della loro resistenza in funzione della temperatura. Il rivelatore di Golay è un dispositivo molto sensibile e praticamente insostituibile nel lontano IR; esso sfrutta l'aumento di pressione di un gas all'interno di una microcella provocato da un aumento di temperatura. Tale aumento di pressione deforma una parete elastica speculare e la luce prodotta da una sorgente ausiliare che colpisce questa parete viene riflessa su una fotocellula, la quale genera una corrente elettrica che varia al variare della deformazione. I rivelatori fotoelettrici possono essere utilmente impiegati solamente nel vicino IR, in particolare vengono adoperate le celle fotoconduttive. Vengono utilizzati anche rivelatori basati su materiali piroelettrici, dotati di tempo di risposta molto basso.

## Spettroscopia IR a trasformata di Fourier
La spettroscopia IR a trasformata di Fourier, o in forma abbreviata FT-IR, viene realizzata sfruttando un interferometro che permette la scansione di tutte le frequenze presenti nella radiazione IR generata dalla sorgente (quasi esclusivamente le globar). La scansione è possibile grazie a uno specchio mobile che spostandosi introduce una differenza di cammino ottico, che origina una interferenza costruttiva o distruttiva con il raggio riflesso da uno specchio fisso. In questo modo si ottiene un interferogramma che mostra la rappresentazione dell'intensità nel dominio del tempo. Applicando la trasformata di Fourier un calcolatore permette di ottenere lo spettro infrarosso, ovvero la rappresentazione dell'intensità nel dominio della frequenza. In questo tipo di strumenti è presente anche un laser He-Ne che emette luce rossa (632,8 nm) e serve a misurare la posizione esatta dello specchio ed è utilizzato anche per il campionamento del segnale.
Tra i principali vantaggi della FT-IR, che garantisce prestazioni più elevate, vi è l'elevata disponibilità di energia che si traduce in un rapporto segnale/rumore nettamente migliore rispetto alla classica spettroscopia infrarossa. Inoltre i tempi di analisi risultano sensibilmente ridotti. Altre caratteristiche sono la presenza trascurabile di luce diffusa e il potere risolutivo che resta costante lungo tutto lo spettro IR.

## Lo spettro infrarosso

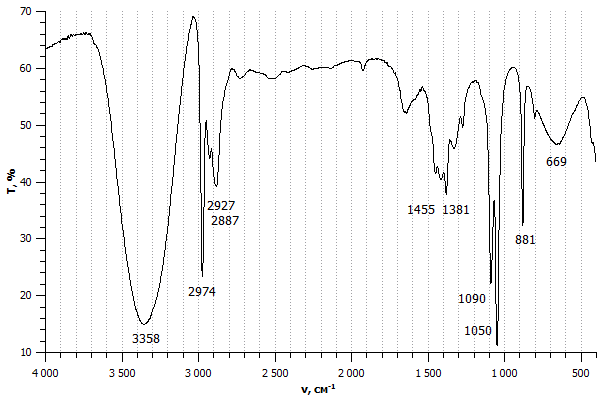
Spettro infrarosso dell'etanolo

In un tipico spettro infrarosso in ascissa troviamo una scala di frequenze normalmente espresse in numero d'onda, ν e con unità di misura il cm-1 e in ordinata la percentuale di radiazione trasmessa, detta trasmittanza.

Si può suddividere lo spettro in tre diverse zone:
1. zona dei gruppi funzionali, che si estende da 3800 a 1300 cm-1 e comprende bande dovute sia a stiramenti che a deformazioni di gruppi funzionali (per esempio legami N-H, O-H, C-H, C=C, C=O, N=O, ecc.), con questi ultimi compresi tra 1600 e 1300 cm-1. È da notare che i legami con l'idrogeno si trovano a frequenze molto alte per via della massa molto ridotta di quest'atomo;
2. zona delle impronte digitali, da 1300 a 650 cm-1, che deve il suo nome alla presenza di bande strettamente caratteristiche di ciascuna singola molecola, in quanto originate da vibrazioni corali dell'intero scheletro molecolare;
3. zona del lontano IR, che si estende da 650 a 200 cm-1 e presenta bande dovute a stiramenti di atomi pesanti, deformazioni di gruppi privi di idrogeno e vibrazioni di scheletro.

I picchi risultanti si distinguono fra acuti e ampi: questi ultimi in particolare riflettono il carattere di un legame che può vibrare in un raggio di frequenze a seconda dell'ambiente chimico in cui si trova (notevole il caso dello stiramento del legame a idrogeno che produce un riconoscibile picco fra 3000-3500 cm-1).
Dallo spettro infrarosso è possibile trarre utili informazioni per il riconoscimento di una molecola incognita. A tal proposito, al fine di associare un legame a un dato numero d'onda, si utilizzano apposite tavole riportate in bibliografia o librerie elettroniche incluse nel software della strumentazione.